# Rohrbach (Murr)
Der Rohrbach ist ein Bach auf der Gemeindegemarkung von Oppenweiler im Rems-Murr-Kreis im nördlichen Baden-Württemberg, der nach einem gut 4 km langen Lauf ungefähr nach Südsüdosten nahe der Oppenweiler Dorfmitte von rechts in die mittlere Murr mündet.

## Geographie

### Verlauf
Der Rohrbach entsteht im Waldhanggewann Katzenbach im Norden bis Nordwesten des Oppenweiler Weilers Rohrbach, der zum größeren Teil auf der Oppenweiler Gemeindegemarkung liegt, zu kleinerem Teil im Westen auch auf der Ortsteilgemarkung von Kleinaspach der Nachbargemeinde Aspach. Über dem Quellgebiet des sich aus drei größeren Quellzweigen sammelnden Rohrbachs zieht sich an der Bucheiche vorbei die sogenannten Hohe Straße auf einem Kamm von West nach Ost, hinter dem mit dem Waldgewann Brenntenhau das Einzugsgebiet der Winterlauter beginnt. Die drei fächerartig zusammenlaufende Quellläufe, von denen nach dem Gewannnamen zu schließen zumindest einer vermutlich Katzenbach genannt wird, beginnen alle unbeständig auf einer Höhe von etwa 420 m ü. NHN unter dem 50 bis 60 Meter höheren Waldkamm. Kurz vor dem Flurrand auf etwa 323 m ü. NHN sind sie alle zum Rohrbach vereint, der dann neben einem Teich auf ab dort südsüdöstlichem Lauf mit kleinen Richtungswechseln begleitet von einer Baumgalerie in die Flurinsel um den gleichnamigen Weiler eintritt. 
Zunächst durchquert der den nördlichen Siedlungsteil des Weilers, den „Hinteren Rohrbach“, und nimmt dann erst von rechts aus einer Geländerinne am Waldrand einen kürzeren Zufluss auf, danach gegenüber der auf einem Hügel stehenden südlichen Häusergruppe „Vorderen Rohrbach“ von Nordosten her den Hirtenbach, seinen mit 1,2 km Länge bedeutendsten Zufluss, der am Rand des Oppenweiler Weilers Schiffrain entsteht. Weiter abwärts schließt sich der Waldring um die Flur des Weilers fast wieder und der Bach durchläuft, nach Aufnahme des sich an dessen Rand entlang nähernden und kürzeren Fronbachs, in nunmehr flacherem Lauf einen Talzipfel des Fronwalds. Gegen Ende dieser letzten, nur etwa 600 Meter langen Waldstrecke verstärkt ihn ein kurzer Waldzufluss und gleich danach der Bach aus der überwiegend offenen Erlenklinge, beide etwa von Westen her.
Dem Waldende folgen bald Sportplätze, dann links am Lauf ein Freibad am Siedlungsrand des Dorfes Oppenweiler, in das er nun dem Friedhof entlang eintritt. Bald unterquert er die B 14, die Hauptstraße des Dorfes, und erreicht dann hinter der Häuserzeile an ihrer Ostseite den Rand des Schlossparks um das ehemalige Wasserschloss Oppenweiler, heute Sitz der Gemeindeverwaltung, das auf der Insel des halbhektargroßen Sees im Park steht, den ein kurzer, nach rechts vom Rohrbach abgehender Abzweig speist. Der Rohrbach selbst umläuft den Schlosspark in einem Linksbogen von knapp 400 Metern Länge, danach mündet er auf rund 255 m ü. NHN in zuletzt südlicher Richtung von rechts in die mittlere Murr.
Der Rohrbach ist 4,2 km lang, die er in mittlerem Sohlgefälle von etwa 39 ‰ durchläuft, und mündet etwa 165 Höhenmeter unterhalb seiner Quelllage.

### Einzugsgebiet
Das Einzugsgebiet des Rohrbachs umfasst 4,6 km² und liegt weit überwiegend im Unterraum Südwestliche Löwensteiner Berge des Naturraums Schwäbisch-Fränkische Waldberge, einer Keuperberglandschaft, das im Mündungsbereich in die Tallandschaft der Murr übergeht, welche schon zum Unterraum Äußere Backnanger Bucht des benachbarten Naturraums Neckarbecken gerechnet wird. Die höchste Wasserscheide ist der Kamm ganz im Norden, auf dem die Hohe Straße zieht und dessen Höhe zwischen minimal 472,6 m ü. NHN und einer Kuppe nördlich von Schiffrain mit 494,4 m ü. NHN schwankt.
Hinter diesem Kamm entwässert im westlichen und mittleren Teil der Wolfsklingenbach zur Winterlauter, im östlichen das Marderbächlein zu deren Vorfluter „Spiegelberger“ Lauter, den größten Murr-Zufluss weiter oben an ihrem Lauf. Jenseits der östlichen Einzugsgebietsgrenze zieht nahe der kleinere Tierbach zur Murr, er mündet nur etwa einen halben Kilometer oberhalb. Etwa doppelt so weit abwärts führt der noch unbedeutendere Froschbach den Abfluss südlich des Rohrbach-Einzugsgebiets noch im Ortsbereich von Oppenweiler der Murr zu, während von den zwei Konkurrenten jenseits der westlichen Wasserscheide, dem Eckertsbach in ihrem unteren Bereich und dem Forstbach in ihrem oberen, der eine ein größerer Murr-Zufluss ist als der Rohrbach selbst und der andere einem viel größeren solchen zuläuft, dem Klöpferbach. 
Auf etwa drei Fünfteln des Einzugsgebietes steht Wald. Das offene Terrain zerfällt in die Rodungsinsel um den Weiler Rohrbach, den größten Teil einer weiteren, höheren Rodungsinsel um Schiffrain und die zur Murr hin offene Flur nach dem Fronwald an der rechten Seite des Rohrbachs bzw. auf der linken auf dem Sporn Schiffrainberg vor dem Tierbachtal mit einem größen Keil Oppenweiler Siedlungsgebiet an der Mündung. Um Rohrbach dominieren die Wiesen, sonst in der Lage um Schiffrain eher Äcker, der Murr zu eher Obstwiesen das landwirtschaftlich genutzte Gelände.
Siedlungsplätze sind die zwei Häusergruppen des Weilers Rohrbach, überwiegend der Weiler Schiffrain, ein kleiner Teil des Sanatoriums Wilhelmsheim sowie ein kleiner Teil von Oppenweiler an der Hauptstraße (B14) zwischen Friedhof und Schlosspark. Im westlichen Fronwald liegt die Wüstung des ehemaligen Charlottenhofs im Bereich der Wasserscheide zum Eckertsbach. Etwas mehr als 90 % des entwässerten Gebietes liegen auf der Gemeindegemarkung von Oppenweiler, der Rest im Nordwesten ist Waldgebiet auf der Gemarkung des Ortsteils Kleinaspach der Gemeinde Aspach.

### Zuflüsse und Seen
Liste der Zuflüsse und  Seen von der Quelle zur Mündung. Gewässerlänge, Seefläche Einzugsgebiet und Höhe nach den entsprechenden Layern auf der Onlinekarte der LUBW. Andere Quellen für die Angaben sind vermerkt.
Ursprung des Rohrbachs auf wenig über 420 m ü. NHN im Hangwald Katzenbach ca. 0,8 km nördlich des Weilers Rohrbach und ca. 0,9 km nordwestlich des  Weilers Schiffrain, beide zu Oppenweiler. Der anfangs wie seine beiden Zuflüsse im Ursprungswald unbeständige Bach fließt zunächst südwestlich.
- (Hangbach aus Richtung der Bucheiche), von rechts und Nordwesten auf etwa 350 m ü. NHN, ca. 0,2 km[LUBW 7] und deutlich unter 0,1 km². Entsteht auf etwa 420 m ü. NHN. Der Hauptast ist hier mit ca. 0,3 km etwas länger und hat mit etwas über 0,1 km² vor allem ein größeres Teileinzugsgebiet.
Der Rohrbach kehrt sich nach diesem Zufluss langsam nach links.
- (Hangbach von der Nordwestecke des Einzugsgebietes her), von rechts und Nordwesten auf etwa 323,1 m ü. NHN[LUBW 4] etwa 0,1 km vor dem Waldaustritt, ca. 0,7 km[LUBW 7] und ca. 0,4 km². Entspringt auf etwa 420 m ü. NHN noch auf der Rietenauer Teilortgemarkung der Gemeinde Aspach-. Der Hauptstrang ist bis hierher allenfalls unwesentlich kürzer und etwas einzugsgebietsreicher.
Der Rohrbach fließt von nun an südsüdöstlich.
- Passiert auf etwa 318 m ü. NHN einen Teich rechts am Lauf am Waldaustritt und kurz vor dem Weiler Rohrbach, unter 0,1 ha.
- (Bach aus der Geländerinne Stumpen entlang dem Waldrand) , von rechts und Nordwesten auf etwa 293 m ü. NHN kurz nach der nördlichen Siedlungsgruppe „Hinterer Rohrbach“ von Rohrbach, ca. 0,3 km[LUBW 7] und ca. 0,7 km². Entsteht auf etwa 308 m ü. NHN am Südwestrand der Flur um die Siedlungsgruppe „Hinterer Rohrbach“.
- Hirtenbach, von links und Nordnordosten auf etwa 285 m ü. NHN gegenüber der südlichen Siedlungsgruppe „Vorderer Rohrbach“ von Rohrbach, 1,2 km und ca. 0,8 km². Entsteht auf etwa 385 m ü. NHN am Südostrand des Weilers Schiffrain.
- Fronbach, von rechts und Westnordwesten auf etwa 278 m ü. NHN am Eintritt in einen wenig breiten Zipfel des Fronwalds, 0,6 km und ca. 0,3 km². Entsteht auf knapp 310 m ü. NHN im nordwestlichen Fronwald.
- (Zufluss aus dem Fronwald), von rechts und Westnordwesten auf knapp 270 m ü. NHN kurz vor dem folgenden, ca. 0,5 km[LUBW 7] und ca. 0,2 km². Entsteht auf etwa 315 m ü. NHN.
- (Bach aus der Erlenklinge), von rechts und Westsüdwesten auf etwa 268 m ü. NHN am Wiederaustritt aus dem Fronwald vor den Oppenweiler Sportplätzen, 0,7 km und ca. 0,3 km². Entsteht auf etwa 340 m ü. NHN wenig vor einem von ihm durchlaufenen Hangwäldchen.
  -  Speist auf unter 270 m ü. NHN drei Kleinteiche kurz vor der Mündung, zusammen unter 0,1 ha.[LUBW 8]
- (Abzweig zum Schlossteich), nach rechts und Südosten auf unter 260 m ü. NHN nach Unterqueren der B 14 am Rand des Schlossparks, ca. 0,1 km.[LUBW 7]
  -  Mündet auf unter 255 m ü. NHN in den Ringteich um das Wasserschloss Oppenweiler, 0,5 ha.

Mündung des Rohrbachs von rechts und zuallerletzt Norden auf ca. 255 m ü. NHN in Oppenweiler am Rand des Schlossparks in die mittlere Murr. Der Rohrbach ist 4,2 km lang und hat ein Einzugsgebiet von 4,6 km².

## Geologie
Das Einzugsgebiet des Rohrbachs liegt insgesamt im Mittelkeuper. Die Kammhöhe im Norden im Bereich der Hohen Straße ragt in den Stubensandstein (Löwenstein-Formation), die Oberlaufquellen liegen darunter im Übergang über die auf einem nur schmalen Streifen ausstreichenden Oberen Bunten Mergel(Mainhardt-Formation) zum Kieselsandstein (Hassberge-Formation), der weiter abwärts beidseits der Talmulde weite Flächen bedeckt. Die Quellbäche fließen zuletzt, nach weiteren Hangstreifen der Unteren Bunten Mergeln (Steigerwald-Formation) und des Schilfsandsteins (Stuttgart-Formation), erst im Gipskeuper (Grabfeld-Formation) zusammen, in dem die Rodungsinsel um den Weiler Rohrbach umgeben von Kieselsandsteinhöhen liegt. Im Bereich der Fronwald-Passage des Baches berühren sich diese Hochflächen von beiden Seiten her wieder fast, talabwärts von dieser liegt Gipskeuper nurmehr auf dem oberen rechten Hang, während Lösssediment aus quartärer Ablagerung den unteren Schiffrainberg-Sporn vor dem Tierbachtal links und alle tiefen Lagen rechts des Laufs deckt. Der Rohrbach mündet zuletzt im Auensediment des Murrtalsgrundes, vor dem Fluss hat er einen mit dem des Tierbachs zusammengewachsenen Mündungsfächer abgelagert.
Durchs Einzugsgebiet zieht etwa von Westsüdwest nach Ostnordost im Bereich des Fronwaldes die weitreichende Senkungszone der Neckar-Jagst-Furche. Ein halbes Dutzend ungefähr furchenparalleler Störungslinien sind dort nachgewiesen, mit eingesenkter und etwas fragmentierter Scholle in der Mitte; dass der Kieselsandstein-Sporn des Fronwaldes dort ostwärts bis wieder nahe an den Bachlauf reicht, verdankt sich also wohl der Reliefumkehr; die Schichten der Mittelkeupers über dem Gipskeuper setzen nach der murrnächsten Störung abrupt auf den Randhöhen aus.

## Schutzgebiete
Das gesamte Einzugsgebiet liegt im Naturpark Schwäbisch-Fränkischer Wald. Die offene Tallandschaft des Rohrbachs bis etwas nach dem Zufluss des Baches aus der Erlenklinge, einschließlich dieser, des waldfreien Schiffrainbergs gegenüber und des oberen Hirtenbachtales unterhalb von Schiffrain, ist Teil des Landschaftsschutzgebietes Rohrbachtal mit Reichenberg, das ostwärts fortreicht bis über das benachbarte Tierbachtal hinweg. Unterhalb des Weilerteils Hinterer Rohrbach durchfließt der Rohrbach in der Rodungsinsel des Weilers das flächenhafte Naturdenkmal Feuchtgebiete des hinteren Rohrbachtals, fast im Anschluss daran im Bereich der Waldpassage das Naturdenkmal Feuchtwiese und Auwald. Danach ist noch eine vielstämmige Weide am Zufluss aus der Erlenklinge Naturdenkmal.

### LUBW
Amtliche Online-Gewässerkarte mit passendem Ausschnitt und den hier benutzten Layern: Lauf und Einzugsgebiet des Rohrbachs

Allgemeiner Einstieg ohne Voreinstellungen und Layer: Daten- und Kartendienst der Landesanstalt für Umwelt Baden-Württemberg (LUBW) (Hinweise)
1. 1 2 3  Höhe nach dem Höhenlinienbild auf dem Hintergrundlayer Topographische Karte.
2. 1 2  Länge nach dem Layer Gewässernetz (AWGN).
3. 1 2  Einzugsgebiet nach dem Layer Basiseinzugsgebiet (AWGN).
4. 1 2  Höhe nach grauer Beschriftung auf dem Hintergrundlayer Topographische Karte.
5. ↑  Seefläche nach dem Layer Stehende Gewässer.
6. ↑  Einzugsgebiet abgemessen auf dem Hintergrundlayer Topographische Karte.
7. 1 2 3 4 5  Länge abgemessen auf dem Hintergrundlayer Topographische Karte.
8. ↑  Seefläche abgemessen auf dem Hintergrundlayer Topographische Karte.
9. ↑  Schutzgebiete nach den entsprechenden Layern.

### Andere Belege
1. ↑  Wolf-Dieter Sick: Geographische Landesaufnahme: Die naturräumlichen Einheiten auf Blatt 162 Rothenburg o. d. Tauber. Bundesanstalt für Landeskunde, Bad Godesberg 1962. → Online-Karte (PDF; 4,7 MB)
2. ↑  Hansjörg Dongus: Geographische Landesaufnahme: Die naturräumlichen Einheiten auf Blatt 171 Göppingen. Bundesanstalt für Landeskunde, Bad Godesberg 1961. → Online-Karte (PDF; 4,3 MB)
3. ↑  Geologie nach der unter → Literatur aufgeführten geologischen Karte. Einen gröberen Überblick verschafft auch: Mapserver des Landesamtes für Geologie, Rohstoffe und Bergbau (LGRB) (Hinweise)